# José Damasceno
José Santos Damasceno Filho "Tiba" (nació el 13 de julio de 1970 en Salvador, Brasil) es un exfutbolista y entrenador brasileño nacionalizado mexicano.
Como futbolista desarrolló la mayor parte de su carrera en la Primera División de México y Liga de Ascenso de México, entre 1991 y 2010.

## Trayectoria

### Futbolista
Llegó a México para jugar con Club Universidad Nacional; debutó con los Auriazules el 13 de octubre de 1991, enfrentando al Club América en el Olímpico Universitario, en partido correspondiente a la Jornada 5 de la Temporada 1991-1992; los Azulcremas ganaron 0-2.
Jugó para Celaya, Atlante, Club Santos Laguna, Jaguares de Chiapas, Petroleros de Salamanca y La Piedad.
En el partido de ida por los 4tos. de final del Bicentenario 2010, entre La Piedad y Pumas Morelos, dio positivo en el control antidopaje con Salbutamol, sustancia utilizada en el tratamiento del asma, pero prohibida sin receta e informe médico. El 24 de mayo del 2010, la FEMEXFUT lo sancionó de manera provisional; finalmente, el 19 de agosto del 2010, la Liga anunció que "Tiba" quedaba suspendido de toda actividad por dos años.
El último partido que "Tiba" disputó como profesional, fue en el juego de vuelta de la Semifinal del Bicentenario 2010 ante Club León, en el Estadio Nou Camp; los Esmeraldas ganaron 5-0.

## Clubes
| Club                      | País   | Año           |
| ------------------------- | ------ | ------------- |
| Club Universidad Nacional | México | 1991-1995     |
| Celaya                    | México | 1995-1996     |
| Atlante                   | México | 1996-1999     |
| Celaya                    | México | 1999-2002     |
| Club Santos Laguna        | México | Apertura 2002 |
| Jaguares de Chiapas       | México | 2003-2005     |
| Petroleros de Salamanca   | México | 2006-2009     |
| La Piedad                 | México | 2009-2010     |

## Distinción
Ganó el Balón de Oro al mejor jugador de la Primera División A en 2007.